# Max Jorgensen
Max Jorgensen (* 2. September 2004) ist ein australischer Rugby-Union-Spieler. Er spielt auf der Position des Schlussmanns und Außendreiviertels für die New South Wales Waratahs und die australische Nationalmannschaft.